# Giovanni Acerbi (cacciatorpediniere)
Il Giovanni Acerbi è stato un cacciatorpediniere (e successivamente una torpediniera) della Regia Marina.

## Storia

### La prima guerra mondiale

#### 1917
Costruito tra il febbraio 1916 e il febbraio 1917, l'Acerbi apparteneva alla classe Giuseppe Sirtori e venne dedicato al patriota Giovanni Acerbi.
Nella notte tra il 14 ed il 15 maggio 1917 il Canale d'Otranto fu oggetto di un duplice attacco austroungarico volto sia a distruggere i drifters, pescherecci armati che pattugliavano lo sbarramento antisommergibile del Canale d'Otranto (ne furono affondati 14 dalle 4:20 alle 5:47 a opera degli esploratori austro-ungarici Saida, Helgoland e Novara), sia, come azione diversiva, a distruggere un convoglio italiano diretto in Albania (nello scontro, protrattosi dalle 3:06 alle 3:45, i cacciatorpediniere austroungarici Csepel e Balaton avevano affondato il piroscafo Carroccio ed il cacciatorpediniere Borea, unica unità di scorta, e danneggiato i piroscafi Verità, gravemente, e Bersagliere, più lievemente): alle 4:50 del 15 maggio, in seguito a notizie di tali attacchi (giunte 40 minuti prima), uscirono in mare i cacciatorpediniere Rosolino Pilo e Antonio Mosto e l'incrociatore leggero inglese Bristol, che fecero rotta per nordest onde intercettare la formazione navale nemica. Alle 5:36 partì anche l'Acerbi (che alle 3:30 era con le caldaie accese e pronto a partire entro mezz'ora), al comando del capitano di corvetta Vannutelli, facente parte di una formazione che comprendeva l'incrociatore britannico Dartmouth (nave di bandiera del contrammiraglio italiano Alfredo Acton) ed il cacciatorpediniere Simone Schiaffino, cui si aggregò alle 7:40 anche l'esploratore Aquila. Le due formazioni (Bristol, Pilo e Mosto e Dartmouth, Aquila, Acerbi e Schiaffino) si unirono tra le 6:56 e le 7:12 (non potendo però superare i 24 nodi a causa del Bristol, che necessitava di lavori e non poteva raggiungere la piena velocità), ed alle 7:45 avvistarono, con rotta 035º e velocità di 24 nodi, fumi a poppa dritta, che si rivelarono poi essere lo Csepel ed il Balaton di ritorno dall'attacco al convoglio. Alle 8:10 (l'ordine fu dato, a seconda delle fonti, alle 7:50 o alle 8:00) i cacciatorpediniere e l'Aquila furono mandati contro le unità avversarie, mentre le navi maggiori manovravano per tagliare loro la via di fuga verso Cattaro. L'Aquila procedeva al centro ed in testa alla formazione, alla velocità di 35-36 nodi, con Mosto e Schiaffino sulla dritta ed Acerbi e Pilo sulla sinistra.

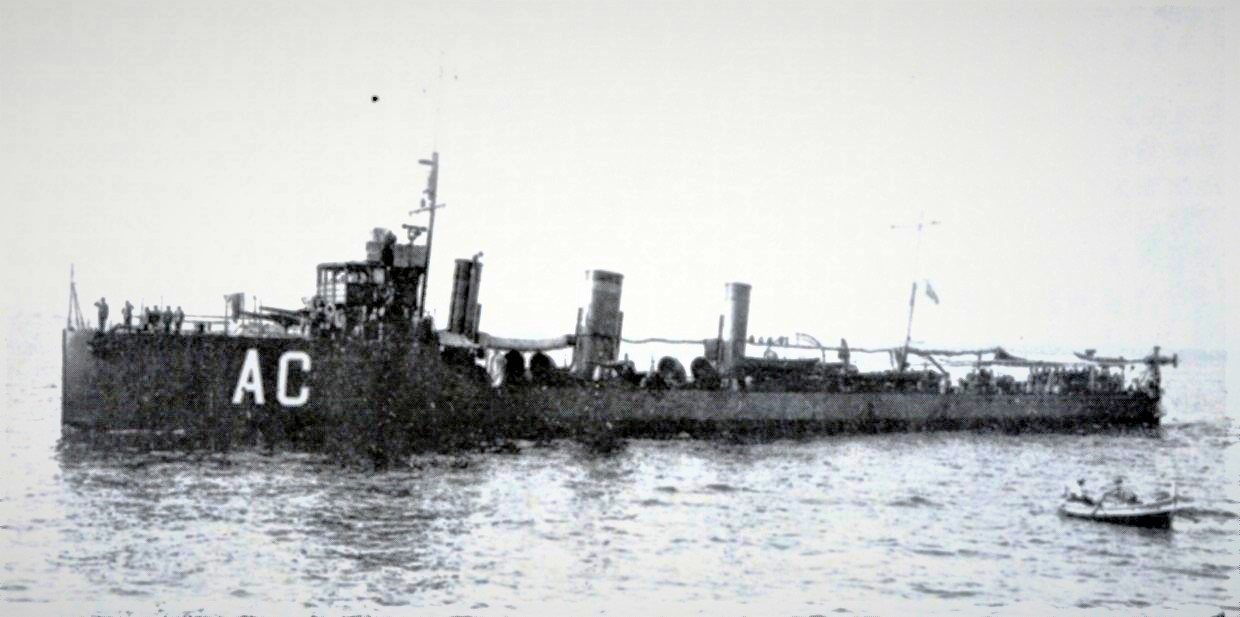
LAcerbi verosimilmente nei primi anni di servizio

Alle 8:15 le formazioni avversarie aprirono il fuoco dalla distanza di 11.400 metri: il Balaton venne raggiunto immediatamente da dei colpi, ma l'Aquila venne immobilizzato, dopo di che i due cacciatorpediniere nemici si portarono sottocosta, ottenendo così la protezione delle batterie costiere e distanziando gli inseguitori. Alle 8:45 sopraggiunsero tuttavia sul luogo dello scontro, provenienti da sudovest, Saida, Helgoland e Novara, che diressero verso l'area dove si trovava il danneggiato Aquila, pertanto, verso le 9:05, il Dartmouth, il Bristol, l'Acerbi ed il Mosto (questi ultimi due unitisi ai due incrociatori britannici portantosi a poppavia del Bristol) si posero tra la nave immobilizzata e quelle avversarie, aprendo il fuoco alle 9:30, da 8500 metri. Le tre navi austriache ripiegarono verso nordovest e la formazione anglo-italiana si pose al suo inseguimento, a distanze comprese tra 4500 e 10.000 metri, continuando a sparare: in testa alla linea alleata procedeva il Dartmouth, seguito nell'ordine dal Bristol, che tuttavia stava restando indietro, dall'Acerbi e dal Mosto. L'Acerbi aprì il fuoco da 9500 metri, dopo di che, agendo su iniziativa del comandante, oltrepassò il Bristol e si portò dietro al Dartmouth. A causa della lentezza del Bristol, la distanza tra le due formazioni andò crescendo, dai 6000 metri delle 9:45 ai 7400 delle 10, agli 8800 delle 10:20 ed ai 9800 delle 10:24, ed il peso del combattimento ricadde quasi unicamente sul Dartmouth e sull'Acerbi, unico cacciatorpediniere in posizione adatta per sparare. Nello scontro rimasero danneggiate tutte le navi maggiori: il Bristol fu colpito tre volte, il Dartmouth quattro, il Saida una volta, l'Helgoland tre ed il Novara undici. Il Dartmouth, giunto vicino al Saida, segnalò alle altre unità di seguirlo, ma l'Acerbi, avendo verosimilmente notato solo la prima bandiera del segnale (forse a causa del fumo che copriva le altre), che da sola significava «attaccare la formazione nemica», si portò a 9500 metri dai tre esploratori austroungarici (il Novara era immobilizzato e ci si preparava a rimorchiarlo) ed aprì il fuoco alle 11:15, continuando a sparare con un ritmo molto intenso ad 8000-9000 metri e serrando le distanze sino a 7300 metri. La situazione sarebbe stata favorevole per attaccare se l'Acerbi fosse stato coperto dagli incrociatori britannici, ma tale supporto non vi fu, pertanto il cacciatorpediniere si ritrovò da solo sotto il tiro delle artiglierie di Saida, Helgoland e Novara, e, a causa del fuoco nemico, non poté avvicinarsi a sufficienza per poter lanciare i siluri. Successivamente uno dei cannoni dell'Acerbi s'inceppò, pertanto la nave dovette ritirarsi a 10.000-11.000 metri per risolvere il problema; mentre tale opera era in corso, la nave fu sottoposta ad un attacco aereo, ed alle 11:36 venne captato via radio l'ordine del Dartmouth alle altre navi di riunirsi, pertanto l'Acerbi ritornò insieme al resto della formazione, rinunciando all'attacco e riferendo al Dartmouth che uno degli esploratori nemici (il Novara) era immobilizzato. La formazione anglo-italiana dovette infatti interrompere l'azione ed allontanarsi alle 12:05, dato che, giunti nei pressi della base austroungarica di Cattaro, ne erano usciti in rinforzo agli esploratori nemici anche l'incrociatore corazzato Sankt Georg ed i cacciatorpediniere Tátra e Warasdinier. Durante la navigazione di rientro, alle 13:35, il sommergibile austroungarico U 89 (che in realtà era il tedesco UC 25 camuffato) attaccò la formazione (composta dal Dartmouth, dall'Acerbi, dai cacciatorpediniere italiani Impavido, Indomito ed Insidioso e dai cacciatorpediniere francesi Faulx e Casque, questi ultimi aggiuntisi alle 13), che procedeva a 20-25 nodi, colpendo il Dartmouth con un siluro a sinistra, all'altezza della plancia: abbandonato dall'equipaggio alle 14:30, l'incrociatore poté comunque essere rimorchiato a Brindisi, arrivandovi alle tre di notte.
Nella notte tra il 13 ed il 14 agosto 1917 la nave lasciò Venezia unitamente alle altre unità della propria squadriglia (i gemelli Vincenzo Giordano Orsini, Giuseppe Sirtori, Francesco Stocco) e ad altri sei cacciatorpediniere (Animoso, Ardente, Audace e Giuseppe Cesare Abba, che formavano una squadriglia, nonché Carabiniere e Pontiere, che formavano una sezione) per scontrarsi con un gruppo di navi nemiche, ovvero i cacciatorpediniere Streiter, Reka, Velebit, Scharfschutze e Dinara e 6 torpediniere, che avevano appoggiato un'incursione aerea contro la piazzaforte veneta (nell'attacco, portato da 32 velivoli, era stato colpito l'ospedale di San Giovanni e Paolo e vi erano stati 14 morti e circa 30 feriti). Solo l’Orsini riuscì ad avere un breve e fugace contatto con le navi austriache, che dovette tuttavia interrompere in quanto rischiava di essere mandato contro i campi minati avversari: persa di vista, la formazione austroungarica poté allontanarsi senza problemi.

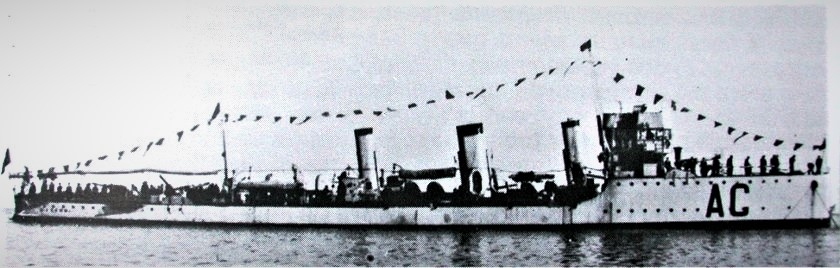
La torpediniera fotografata al traverso

Il 29 settembre dello stesso anno la nave uscì in mare assieme al resto della squadriglia «Orsini» (Abba, Stocco ed Orsini), all'esploratore Sparviero ed alla squadriglia cacciatorpediniere «Audace» (cacciatorpediniere Ardente, Ardito ed Audace) a supporto di un bombardamento effettuato da 10 aerei Caproni del Regio Esercito contro Pola. Più o meno contemporaneamente, idrovolanti austroungarici attaccarono Ferrara, incendiando il dirigibile M 8: a sostegno di tale attacco erano in mare i cacciatorpediniere austroungarici Turul, Velebit, Huszár e Streiter e le torpediniere TB 90F, TB 94F e TB 98M (per altre fonti le torpediniere erano quattro). Avvisata di tale attacco, la formazione italiana fece rotta su Rovigno, al largo della quale sarebbero probabilmente passate le navi avversarie di ritorno dall'azione: alle 22:03, infatti, lo Sparviero avvistò unità sconosciute ad un paio di miglia, e due minuti più tardi gli opposti gruppi aprirono il fuoco ingaggiando un breve scontro serale. Giunte a 2000 metri di distanza, le navi aprirono un intenso fuoco d'artiglieria. Secondo fonti italiane lo scontro si concluse alle 22:30, quando le due formazioni persero il contatto per via delle loro rotte divergenti (i due gruppi ripresero poi contatto alle 22:45, perdendolo però del tutto dopo qualche minuto), senza conseguire risultati di rilievo. Secondo fonti austroungariche lo Sparviero (nave di bandiera del comandante della formazione, il Principe di Udine), dopo essere stato seriamente danneggiato da un colpo a segno, lasciò la linea di combattimento e pertanto anche le altre navi italiane interruppero lo scontro e si ritirarono, mentre da parte austriaca il Velebit fu danneggiato da un proiettile italiano che mise fuori uso i sistemi di governo e provocò un incendio. Lo Streiter prese a rimorchio la nave danneggiata, ma a quel punto sopraggiunsero due cacciatorpediniere italiani che si portarono a circa mille metri, allontanandosi tuttavia dopo essere stati fatti oggetto del fuoco da parte dello Streiter, del Velebit e delle torpediniere.
Il 16 novembre 1917 l'Acerbi lasciò Venezia e fu inviato, insieme ad Animoso, Ardente, Abba, Audace, Stocco ed Orsini, a contrasto del bombardamento effettuato dalle corazzate austroungariche Wien e Budapest contro le batterie d'artiglieria e le linee italiane di Cortellazzo (le due corazzate erano arrivate alle 10:35 davanti a Cortellazzo, aprendo quindi il fuoco contro le truppe italiane e venendo contrastate subito dalle artiglierie di terra e poi da tre attacchi aerei: dopo aver interrotto il fuoco alle 11:52 per non interferire con le proprie truppe di terra, le due unità si riportarono a tiro alle 13:30, aprendo il fuoco cinque minuti più tardi). I cacciatorpediniere, portatisi ad ovest della zona attaccata, supportarono l'attacco dei MAS 13 e 15 che, insieme a quelli di aerei e dei sommergibili F 11 ed F 13, contribuì a disturbare l'azione nemica, sino al ritiro delle due corazzate.
Il 28 novembre Sirtori, Stocco, Acerbi, Orsini, Animoso, Ardente, Ardito, Abba ed Audace, insieme agli esploratori Aquila e Sparviero, partirono da Venezia e, insieme ad alcuni idrovolanti di ricognizione, si posero alla ricerca di una formazione austroungarica che aveva attaccato le coste italiane. I cacciatorpediniere Triglav, Reka e Dinara e le torpediniere TB 78, 79, 86 e 90 avevano infatti danneggiato un treno e le linee ferroviaria e telegrafica alle foci del Metauro, mentre un secondo gruppo, composto dai cacciatorpediniere Dikla, Streiter ed Huszar e da quattro torpediniere, aveva infruttuosamente attaccato dapprima Porto Corsini e poi Rimini. Le due formazioni si erano poi riunite, iniziando la navigazione di rientro e subendo alcuni attacchi da parte di idrovolanti. Le navi italiane dovettero rinunciare all'inseguimento allorché giunsero in vista di quelle nemiche nei pressi di Capo Promontore, troppo vicino a Pola, principale base navale austroungarica.

#### 1918
Il 10 febbraio 1918 la nave fu inviata a Porto Levante insieme all'esploratore Aquila ed ai cacciatorpediniere Sirtori, Stocco, Ardente ed Ardito (la formazione era al comando del capitano di fregata Pietro Lodolo, e per alcune fonti ne faceva parte anche il MAS 18) per fornire eventuale appoggio all'incursione di MAS divenuta poi nota come beffa di Buccari. Le navi, ormeggiatesi a Porto Levante, si tennero pronte ad intervenire per ordine del Comando in Capo di Venezia (per altre fonti incrociarono con funzioni di protezione), ma il loro intervento non fu necessario.
Nella notte tra il 13 ed il 14 maggio dello stesso anno l'Acerbi, l'Orsini, il Sirtori, lo Stocco e l'Animoso, insieme alle torpediniere costiere 9 PN e 10 PN ed ai MAS 95 e 96, fornirono supporto al fallimentare tentativo di attacco del barchino silurante «Grillo» contro la base di Pola. L'operazione, al comando del capitano di fregata Costanzo Ciano, era già stata tentata ma interrotta nelle notti tra l'8 ed il 9 aprile, tra il 12 ed il 13 aprile, tra il 6 ed il 7 maggio, tra il 9 ed il 10 maggio e tra l'11 ed il 12 maggio. Le navi lasciarono Venezia alle 17:30 del 13 maggio. I MAS rimorchiavano il barchino «Grillo», il cui rimorchio, giunti nel punto previsto, venne lasciato alle 2:18. L'attacco del «Grillo» si svolse tra le 3:16 e le 3:18, senza conseguire risultati e portando alla distruzione del barchino. I MAS, illuminati dai proiettori alle 3:35 e poi alle 3:40, si allontanarono e si riunirono ai cacciatorpediniere in appoggio alle cinque del mattino, dirigendo quindi per tornare in porto.

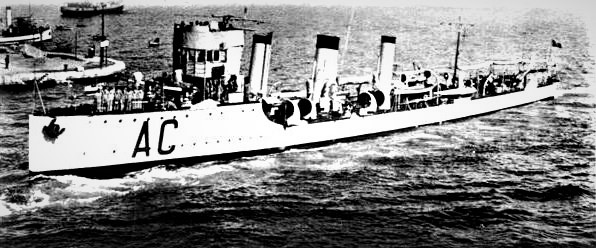
LAcerbi in transito nel canale navigabile di Taranto.

Nella notte tra il 1º ed il 2 luglio 1918 i cacciatorpediniere Acerbi (che era al comando del Capitano di Corvetta Guido Po), Orsini, Sirtori, Stocco, Giuseppe Missori, Giuseppe La Masa ed Audace fornirono supporto a distanza ad una formazione composta da sette torpediniere (la squadriglia composta dalle torpediniere costiere 64 PN, 65 PN, 66 PN, 40 PN e 48 OS, più, in appoggio, le torpediniere d'alto mare Climene e Procione) che bombardò le linee austro-ungariche tra Cortellazzo e Caorle (procedendo a bassa velocità tra le due località) e simulò poi uno sbarco (allo scopo furono impiegate le torpediniere 15 OS, 18 OS e 3 PN ed alcuni pontoni da sbarco fittizi a rimorchio) per distrarre le truppe nemiche e favorire l'avanzata italiana. Il gruppo dei cacciatorpediniere si scontrò anche con i cacciatorpediniere austroungarici Csikós e Balaton e con due torpediniere (la TB 83F e la TB 88F), in mare a supporto di un attacco aereo su Venezia: le unità avversarie, partite da Pola nella tarda serata del 1º luglio, erano state infruttuosamente attaccate con un siluro da un MAS (lanciato contro il Balaton, che aveva una caldaia in avaria) alle prime luci dell'alba del 2 luglio. I cacciatorpediniere italiani giunsero in vista di quelli austriaci alle 3:10 ed aprirono il fuoco, provocando l'immediata reazione delle artiglierie delle unità austroungariche: ne seguì un breve scambio di cannonate, durante il quale le navi avversarie, specie il Balaton, ebbero alcuni danni. Nel corso dello scontro lo Stocco rimase danneggiato, con alcuni morti e feriti tra l'equipaggio ed un incendio a bordo che lo costrinse a fermarsi (dopo aver evitato due siluri manovrando), pertanto l'Acerbi, si dovette fermare per prestare assistenza alla nave gemella. Il Balaton, colpito da diversi proiettili sul ponte di prua, si portò in posizione più avanzata, mentre Missori, Audace e La Masa si scontroavano con il Csikós e le due torpediniere: entrambe le formazioni lanciarono i propri siluri senza risultato, mentre il Csikós fu colpito da un proiettile nel locale caldaie poppiero ed anche le due torpediniere furono colpite da un proiettile ciascuno. Dopo qualche tempo le unità italiane si allontanarono e proseguirono nel loro compito, mentre quelle austriache ripiegavano verso Pola.
Nella mattinata del 4 novembre 1918 l'Acerbi, l'Orsini, il Sirtori e lo Stocco salparono da Venezia insieme alla vecchia corazzata Emanuele Filiberto (nave di bandiera del contrammiraglio Rainer, al comando dell'operazione), per prendere possesso di Fiume. Durante la navigazione l’Acerbi, al comando del capitano di corvetta Po, fu distaccato per l'occupazione della città di Abbazia: a mezzogiorno del 4 novembre il cacciatorpediniere attraccò ad Abbazia dove sbarcò un plotone di marinai con una mitragliatrice ed issò una bandiera italiana, ma la situazione rimase piuttosto incerta stante la tensione tra le componenti italiana (che in tale località era la minoranza) e jugoslava (che protestò per l'alzabandiera del vessillo italiano), pertanto la presa di possesso fu meramente formale, senza una vera e propria occupazione. Nel corso della stessa giornata la nave fu inviata anche a Volosca, per verificare la situazione e prendere contatto (l'isola venne poi occupata dal Sirtori l'11 novembre). L'8 novembre l'Acerbi fu inviata a Lussino, dove già si trovava l'Orsini, perché anche in questa isola (a maggioranza italiana ma con la presenza di numerosi militari jugoslavi) vi erano forti tensioni, che vennero risolte solo il 20 novembre con la definitiva occupazione dell'isola, il disarmo e lo sgombero dei militari jugoslavi, trasferiti a Fiume, ed il sequestro di materiale bellico, un panfilo ed alcune navi mercantili.

### Gli anni venti e Trenta

Un'altra fotografia della torpediniera.

Nel 1920 la nave fu sottoposta a modifiche che videro la sostituzione dei 6 cannoni singoli da 102/35 mm Schneider-Armstrong 1914-15 con quelli del più moderno modello da 102/45 Schneider-Armstrong 1917.
Nel 1929 l'unità, insieme ai gemelli Sirtori e Stocco ed all'Ippolito Nievo, appartenente alla classe Pilo, formava la X Squadriglia Cacciatorpediniere, che, insieme alla IX (cinque unità) ed all'esploratore Aquila, costituiva la 5ª Flottiglia della Divisione Speciale, che includeva anche l'esploratore Brindisi. Il 1º ottobre 1929 l'Acerbi, come le unità gemelle, fu declassato a torpediniera. Nel 1935 comandava l'unità il tenente di vascello Adriano Foscari, futura Medaglia d'oro al valor militare.

### La seconda guerra mondiale
All'ingresso dell'Italia nella seconda guerra mondiale, il 10 giugno 1940, l'Acerbi e l'Orsini avevano base a Massaua, in Eritrea, base italiana sul Mar Rosso. Le due navi dipendevano direttamente dal Comando Marina di Massaua.

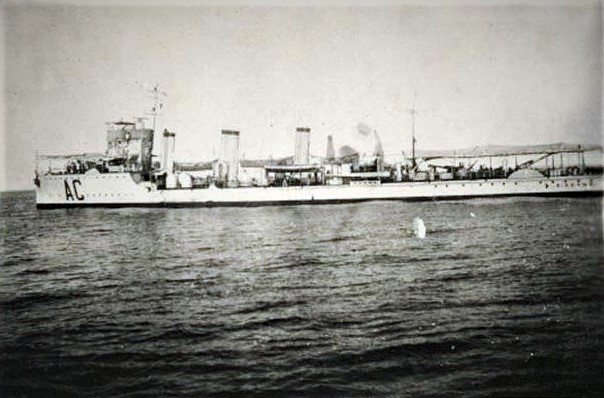
La nave negli anni trenta.

Nella mattinata del 27 giugno 1940 la torpediniera salpò da Massaua insieme ai cacciatorpediniere Leone e Pantera per soccorrere il sommergibile Perla, che si era incagliato in seguito ad esalazioni di cloruro di metile che avevano intossicato gran parte dell'equipaggio. Tuttavia la formazione (privata del Leone, rientrato quasi subito per avarie) dovette invertire la rotta quando fu avvisata che una forza navale nemica di maggiori dimensioni, composta dall'incrociatore leggero Leander e dai cacciatorpediniere Kandahar e Kingston, era uscita in mare per attaccare il Perla. Il sommergibile, salvato dall'intervento dell'aviazione, poté poi essere provvisoriamente riparato e quindi rimorchiato a Massaua il 20 luglio.

Il 6 (per altre fonti l'8) agosto dello stesso anno, intorno alle sei di sera, l'Acerbi, mentre era ormeggiata a Massaua, fu colpita da una salva di bombe durante un'incursione aerea da parte di due (per altra fonte tre) bombardieri britannici Bristol Blenheim. Un ordigno colpì la nave all'altezza del terzo fumaiolo, esplodendo nella sala macchine e danneggiando gravemente anche la coperta ed il fumaiolo soprastanti, oltre a causare numerose vittime. Rimasero uccisi 15 uomini, mentre i feriti furono circa il doppio. 

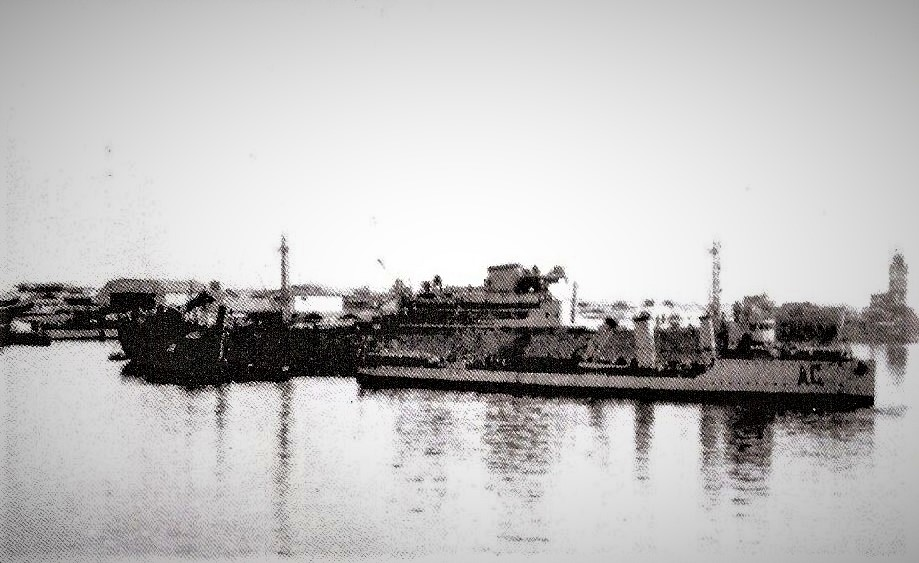
Massaua, agosto 1940: il relitto dellAcerbi, gravemente danneggiata (si può notare il terzo fumaiolo fortemente pendente), ormeggiato vicino ad una motonave tipo RAMB.

 I danni furono tanto gravi da risultare pressoché irreparabili: la nave, non più in grado di prendere il mare e considerata inutilizzabile, fu dapprima rimorchiata in bacino e quindi posta in disarmo ormeggiata ad una banchina, venendo privata di quattro (per altre fonti cinque, o tutti e sei) dei pezzi da 102 mm e di parte delle mitragliere, che furono impiegate per rafforzare le difese contraeree di Massaua. Quattro cannoni da 102/45, in particolare, vennero postati vicino a Ras Cambit, sull'isola di Dahlak Kebir, per armare la batteria antinave «Acerbi-Ma 314», mentre un altro andò, con altri due da 102/35 prelevati dal posamine Ostia, ad armare la batteria antinave «Ma 370» posta vicino al porto di Massaua ed alcune mitragliere da 40/39 andarono ad integrare le difese di Massaua.
Le fonti divergono circa la sorte finale toccata all'Acerbi, ormai ridotta ad un relitto galleggiante. Secondo una versione il 4 aprile 1941, pochi giorni prima dell'occupazione inglese di Massaua, la torpediniera fu nuovamente colpita dai bombardieri britannici (o da aerosiluranti Fairey Swordfish della portaerei Eagle) ed affondò nel porto della città. Secondo altre fonti, invece, l'Acerbi, ancora galleggiante, prima della caduta della piazzaforte venne rimorchiata sino all'imboccatura del porto militare e qui autoaffondata (secondo le carte redatte dalle autorità inglesi, il relitto dell'Acerbi fu infatti trovato in quella posizione), insieme ai piroscafi Moncalieri, XXIII Marzo, Oliva ed Impero, in modo da bloccarne l'accesso, nell'ambito del piano predisposto per bloccare e rendere inutilizzabile il porto di Massaua prima che questo venisse conquistato dalle forze britanniche (tali fonti non specificano la data dell'autoaffondamento, tranne una, che la colloca al 4 aprile 1941).